# Střelba v Örebro
Dne 4. února 2025 došlo k střelbě ve městě Örebro ve Švédsku. Dle policie se měl incident odehrát v okolí školy popř. přímo v budově školy Risbergska, která slouží jako vzdělávací centrum nabízející vzdělání na úrovni gymnázia i kurzy švédštiny pro cizince. Dle informací spáchal útočník sebevraždu. Při incidentu zemřelo 10 obětí a útočník.

## Střelba
Útočník dorazil autobusem přibližně 90 minut před zahájením útoku. Útok začal okolo 12:30 místního času. Policie se o střelbě dozvěděla ve 12:33. Útočník během střelby vystřelil přibližně 70 ran. Policie během akce slyšela střelbu ovšem nikdy nebyla v kontaktu se živým útočníkem. Podle svědků měl útočník dlouhou automatickou zbraň. Poté co útočník spáchal sebevraždu byly u něj nalezeny tři zbraně a několik prázdných zásobníků a ještě 100 nevystřelených nábojů. Během útoku použil tři kouřové granáty.  V době útoku bývá ve škole více studentů, ale v den útoku bylo hodně dětí doma, poté co napsali národní zkoušky.

## Útočník
Útočníkem byl identifikován 35letý Rickard Andersson, který se narodil pod jménem Jonas Rickard Simon (* 10. srpna 1989). Policie potvrdila, že pachatel jednal sám a při svém činu zemřel. Muž měl povolení na držení zbraně a neměl kriminální minulost. Muž dle informací bydlel v Örebro. Andersson kampus znal a byl studentem, svůj poslední kurz dokončil v roce 2021. Poté co policie prohledala jeho bydliště, zjistila, že Andersson se obával policejní razie a ve svém bydlišti byl připraven na policejní útok. Útočník žil samotářsky a byl nezaměstnaný.

## Reakce
Švédský premiér Ulf Kristersson prohlásil, že toto je: „velmi bolestný den pro Švédsko“. Gunnar Strömmer, ministr spravedlnosti uvedl, že: „se jedná o nejhorší střelbu v historii Švédska“.
Král Karel XVI. Gustav den po události přijel do města Örebro a na místě tragédie položil květiny.
Dánské ministerstvo spravedlnosti oznámilo, že při narozeninách královny Mary a princezny Marie nebudou vyvěšovány vlajky.
Dle šéfa švédské policie bude potřeba revidovat podmínky pro držení zbraní civilisty. 